# Bangham Conservation Park
Bangham Conservation Park är en park i Australien. Den ligger i delstaten South Australia, omkring 280 kilometer sydost om delstatshuvudstaden Adelaide.
Trakten runt Bangham Conservation Park är nära nog obefolkad, med mindre än två invånare per kvadratkilometer.. Närmaste större samhälle är Frances, omkring 13 kilometer söder om Bangham Conservation Park.
I omgivningarna runt Bangham Conservation Park växer huvudsakligen savannskog. Genomsnittlig årsnederbörd är 648 millimeter. Den regnigaste månaden är juli, med i genomsnitt 115 mm nederbörd, och den torraste är december, med 13 mm nederbörd.